# Prima guerra civile nella Repubblica Centrafricana
La prima guerra civile centrafricana, o guerra della boscaglia centrafricana cominciò con la ribellione dell'Unione delle forze democratiche per il raggruppamento (UFDR), diretta da Michel Djotodia, dopo che François Bozizé si era impadronito del potere con un colpo di Stato nel 2003.
Il conflitto armato cominciò realmente nel 2004 e si concluse ufficialmente con l'accordo di Libreville, anche se scontri sul terreno sono proseguiti con maggiore o minore intensità fino all'offensiva su Bangui del 2012 (seconda guerra civile). Questa guerra civile potrebbe essere legata al conflitto del Darfur nel limitrofo Sudan. Secondo Human Rights Watch, a causa delle violenze ci sarebbero stati circa 10'000 sfollati
I ribelli dell'UFDR avevano diversi alleati: il Gruppo di azione patriottica per la liberazione del Centrafrica (GAPLC), il Movimento dei liberatori centrafricani per la giustizia (MLCJ), e il Fronte democratico centrafricano (FDC). L'accordo di pace con il governo fu firmato nell'aprile 2007.

## Cronologia del conflitto

### 2004: inizio della guerra civile
Nel novembre 2004, almeno 20 persone sono uccise durante un raid dei ribelli sulla città di Birao nel nord-est del Paese.

### 2006: intensificarsi dei combattimenti

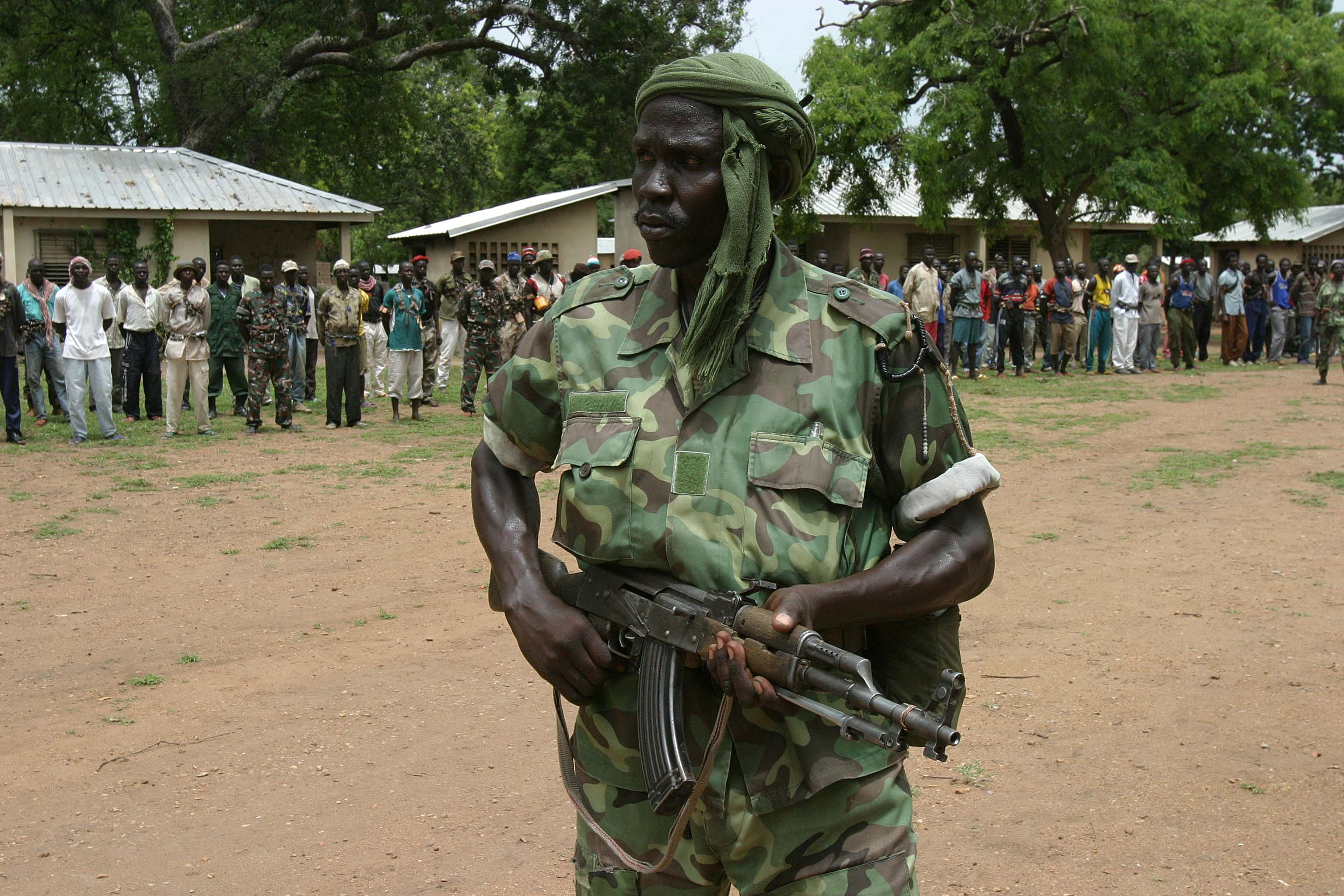
Ribelle armato di un AK-47 cinese (Fusil Type 56) nel nord del Centrafrica, 15 giugno 2007.

L'8 novembre migliaia di persone sfilano nella capitale della RCA, Bangui, invitando le truppe del governo a confrontarsi con l'UFDR, dopo che un attacco aveva provocato la morte di 20 membri del governo e di tre ribelli. Inoltre i ribelli dell'UFDR si impossessano di molti veicoli blindati, tra cui un aereo da trasporto del materiale militare atterrato a Birao.
Il 13 novembre 2006 i ribelli dell'UFDR presero il controllo di Sam-Ouandja, una città situata nel nord della RCA. Appena tre giorni più tardi, anche Ouadda venne presa dai ribelli. Come i 20'000 abitanti della città appresero che l'UFDR stava per impadronirsi della città, tra 5000 e 10'000 persone si rifugiarono nelle città vicine di Bambari e Bangui. L'UFDR avrebbe preso in considerazione di attaccare anche Bria e sembrava che i ribelli potessero lanciare un'offensiva anche su Ndélé.
Il 14 novembre 2006 l'intervento dell'Aeronautica militare francese a Birao mise un freno all'avanzata dei ribelli sulla città e diede l'avvio ai negoziati tra le parti in presenza e sotto l'egida securitaria dell'esercito ciadiano. Una forza africana internazionale su mandato dell'ONU venne autorizzata dalla Repubblica Centrafricana a stabilirsi nella città. Dopo la fine del 2006, l'esercito francese mantenne una piccola guarnigione di una ventina di uomini a Birao.
A dicembre 2006, le truppe ciadiane attaccano il villaggio di Bémal, sparando sulla popolazione locale e derubando il loro bestiame e utensili agricoli e sacchi di arachidi.

### 2007-2012: gli accordi di pace
Nel marzo 2007 dei combattimenti violenti distrussero di nuovo la città di Birao, fino all'intervento della XIII brigata della Legione straniera francese sostenuta da Mirage F1.
Il 13 aprile 2007 fu firmato a Birao un accordo di pace tra il governo e l'UFDR, che prevedeva un'amnistia per l'UFDR, il suo riconoscimento come partito politico e l'integrazione dei suoi combattenti nell'esercito regolare.
Negoziati complementari condussero in seguito, nel 2008, a un accordo per una riconciliazione nazionale, a un governo di unità nazionale, e alla pianificazione di elezioni locali nel 2009 e di elezioni parlamentari e presidenziali nel 2010; il nuovo governo è stato formato nel gennaio 2009.
Il 15 novembre 2010 Birao passò di nuovo sotto il controllo dell'esercito centrafricano, ma fu subito ripresa dai ribelli della Convenzione dei Patrioti per la Giustizia e la Pace (CPJP).
Il 1º dicembre 2010 l'esercito ciadiano intervenne di nuovo per riprendere la città ai ribelli a nome del governo centrafricano.

### Ripresa dei combattimenti nel 2012-2013
La coalizione ribelle dei Seleka, formata da membri della Convenzione dei patrioti per la salvezza del Kodro (CPSK), della Convenzione dei Patrioti per la Giustizia e la Pace (CPJP), dell'UFDR, e del Fronte democratico del popolo centrafricano, e diretta da Michel Am Nondokro Djotodia, riprese le armi il 10 dicembre 2012, conquistando un certo numero di città al nord, al centro ed all'est del Paese (tra cui Bria, Bambari, Ouadda, Ndélé, Batangafo e Kaga-Bandoro il 25 dicembre), al fine, secondo i suoi portavoce, «di far rispettare gli accordi di pace». Il 21 dicembre ebbero luogo dei combattimenti a Kabo nell'est. Il 26 i ribelli erano a Damara, ultima città chiave prima di Bangui.
Il 23 marzo 2013, i ribelli della coalizione Seleka annunciarono di aver attraversato il punto chilometrico PK12, che segna l'ingresso in Bangui, presero quindi il palazzo presidenziale causando la fuga del presidente François Bozizé nella Repubblica democratica del Congo. Michel Djotodia, capo della ribellione, si autoproclamò Presidente della Repubblica. I ribelli presero possesso anche della cattedrale di Notre-Dame di Bangui, uno dei loro obiettivi.